# Kávás
Kávás is een plaats (község) en gemeente in het Hongaarse comitaat Zala. Kávás telt 249 inwoners (2001).